# 키스 (클림트)
《키스》(독일어: Der Kuss)는 오스트리아 상징주의 작가 구스타프 클림트가 1907-1908년 황금시기에 그린 유화이다. 이 시기는 클림트의 전성기로 도금하는 기법으로 다수의 그림을 남겼다.